# Năm Du lịch quốc gia 2020

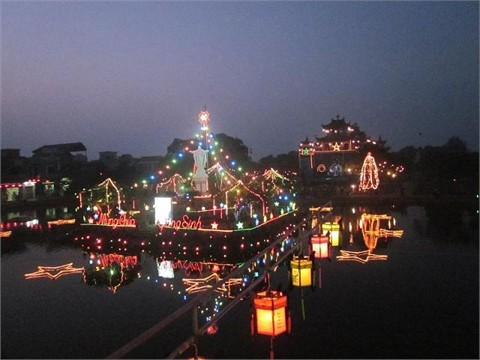
Nhà thờ chính tòa Phát Diệm về đêm

Năm Du lịch quốc gia 2020 với “Hoa Lư - Cố đô ngàn năm” là chuỗi các sự kiện từng được lên kế hoạch tổ chức của ngành Du lịch Việt Nam trong năm 2020. Ninh Bình được Chính phủ Việt Nam chọn là địa phương đăng cai nhưng do dịch COVID-19 nên phần lớn các sự kiện bị hủy hoặc hoãn lại thời gian tổ chức. Theo dự kiến ban đầu, Năm Du lịch Quốc gia 2020 có 27 hoạt động do tỉnh Ninh Bình chủ trì tổ chức; 11 hoạt động do các cơ quan của Bộ Văn hóa, thể thao và Du lịch tổ chức tại Ninh Bình và 79 sự kiện hưởng ứng do 24 tỉnh, thành phố khác tổ chức. Vì nhiều sự kiện phải hoãn lại nên Ninh Bình tiếp tục được đăng cai Năm Du lịch quốc gia 2021 với kỳ vọng sẽ vực dậy ngành du lịch Việt Nam nói chung, du lịch Ninh Bình nói riêng.

## Sự kiện đã diễn ra
- Chiều 21/8/2019, tại Hà Nội, Ban Chỉ đạo Năm Du lịch quốc gia 2020 - Ninh Bình đã họp phiên đầu tiên tại Hà Nội. Bộ trưởng Bộ Văn hóa, Thể thao và Du lịch Nguyễn Ngọc Thiện, Trưởng Ban Chỉ đạo và Chủ tịch Ủy ban Nhân dân tỉnh Ninh Bình Đinh Văn Điến, Phó Trưởng Ban thường trực Ban Chỉ đạo Năm Du lịch quốc gia 2020 chủ trì cuộc họp.[2] Ban Chỉ đạo Năm Du lịch quốc gia 2020 gồm Bộ trưởng Bộ VHTTDL và Bí thư tỉnh Ninh Bình làm trưởng ban. Thứ trưởng các cơ quan cấp bộ, ngành khác gồm: Ban tuyên giáo TW, ngoại giao, Kế hoạch đầu tư, Giao thông vận tải, Công thương, Nông nghiệp, Đài truyền hình, Thông tin, Thông tấn xã và các Phó chủ tịch UBND 22 tỉnh: Hòa Bình, Hưng Yên, Bắc Ninh, Thái Bình, Hà Nam, Nam Định, Thanh Hóa, Nghệ An, Quảng Bình, Thừa Thiên Huế, Lâm Đồng, Cần Thơ, Lào Cai, Lạng Sơn, Bắc Giang, Hà Nội, Quảng Ninh, Hải Dương, Hải Phòng, Đà Nẵng, Khánh Hòa và Tp HCM. Trong số 25 tỉnh thành có sự kiện hưởng ứng thì các hoạt động trọng tâm diễn ra tại Ninh Bình và 16 tỉnh/ thành phố: Hà Nội, Hải Phòng, Quảng Ninh, Hà Nam, Nam Định, Lào Cai, Thanh Hóa, Nghệ An, Quảng Bình, Thừa Thiên Huế, Đà Nẵng, TP.HCM, Lâm Đồng, Khánh Hòa, Bạc Liêu, Cà Mau.[3]
- Ngày 25/9/2019, tại Hà Nội đã diễn ra buổi họp báo công bố cuộc thi Hoa hậu Kinh đô Asean 2020 – Miss Capital ASEAN 2020. Cuộc thi do Công ty Cổ phần Tập đoàn Đa Biên tổ chức với sự tham gia đồng hành của hoa hậu Hoàn vũ thế giới 2005 Natalie Glebova và hoa hậu Hoàn vũ Thái Lan 2012 Farida Waller. Đây là một sự kiện văn hóa nằm trong chuỗi hoạt động của Năm Du lịch quốc gia 2020, đồng thời cũng là một hoạt động đóng góp thiết thực cho năm luân phiên Chủ tịch ASEAN mà Việt Nam giữ vai trò chủ tịch.[4]
- Ngày 10/12/2019, tại khách sạn Hilton Hà Nội, buổi họp báo Năm Du lịch Quốc gia 2020 đã diễn ra. Tham dự buổi họp báo có ông Lê Quang Tùng - Thứ trưởng Bộ VH - TT&DL; ông Phạm Quang Ngọc - Phó Chủ tịch UBND tỉnh Ninh Bình; ông Bùi Thành Đông – Giám đốc Sở Du lịch Ninh Bình; ông Hà Văn Siêu – Phó Tổng cục trưởng Tổng cục Du lịch; bà Bùi Mai Hoa – Trưởng ban Tuyên giáo Tỉnh ủy Ninh Bình và hơn 100 phóng viên của các cơ quan thông tấn báo chí Trung ương và địa phương. Trong buổi họp báo, Ban tổ chức Năm Du lịch Quốc gia cho biết sẽ có hơn 100 hoạt động diễn ra với 27 hoạt động do tỉnh Ninh Bình chủ trì tổ chức; 11 hoạt động hưởng ứng do các cơ quan của Bộ Văn hóa, thể thao và Du lịch tổ chức tại Ninh Bình và 79 sự kiện do 24 tỉnh, thành phố tổ chức chào mừng năm Du lịch Quốc gia.[5]
- Ngày 28/12/2019, tại Khánh Hòa đã diễn ra lễ bế mạc Năm du lịch quốc gia 2019. Sau phần phát biểu tổng kết của Bộ VHTTDL và tỉnh Khánh Hòa là nghi Lễ bàn giao cờ đăng cai Năm du lịch quốc gia 2020 cho tỉnh Ninh Bình. Ông Phạm Quang Ngọc - Phó chủ tịch tỉnh Ninh Bình nhận cờ đăng cai và phát biểu.[6]
- Tối 21/1/2020, công viên khủng long đầu tiên tại miền Bắc đã chính thức mở cửa đón du khách tới tham quan. Tọa lạc tại quảng trường 3, phường Ninh Khánh, TP.Ninh Bình, tỉnh Ninh Bình - Công viên khủng long hoạt động dựa trên mô hình của các công viên Disneyland trên thế giới với diện tích lên tới trên 2 ha và sự có mặt của hơn 200 loài khủng long, không gian của công viên cũng được mô phỏng theo không gian của kỷ Tam Điệp, Jura và kỷ Phấn Trắng, thời điểm những loại động vật khổng lồ cổ đại thống trị.[7]
- Ngày 30/01/2020 (tức ngày 6 tháng Giêng), tại xã Gia Sinh, huyện Gia Viễn, tỉnh Ninh Bình, Giáo hội Phật giáo Việt Nam tỉnh Ninh Bình tổ chức khai mạc Lễ hội chùa Bái Đính Xuân Canh Tý 2020. Ủy viên Bộ Chính trị, Phó Thủ tướng Thường trực Chính phủ Trương Hòa Bình; Trung ương Giáo hội Phật giáo Việt Nam; Bí thư tỉnh Ninh Bình Nguyễn Thị Thanh cùng đông đảo tăng ni, phật tử, du khách thập phương đã dự lễ.[1] Lễ hội chùa Bái Đính diễn ra trong suốt mùa xuân, từ ngày 1/1 âm lịch đến hết 30/3 âm lịch với lễ khai mạc vào ngày 6 tháng giêng hàng năm. Lễ hội chùa Bái Đính là lễ hội hành hương phật giáo, có tôn vinh quốc sư Nguyễn Minh Không và các anh hùng dân tộc Đinh Bộ Lĩnh, Quang Trung. Đây cũng là một trong những lễ hội có thời gian dài nhất ở Việt Nam.
- Ngày 10/02/2020, UBND tỉnh Ninh Bình đã có Công văn số 25/CV-UBND gửi Văn phòng Trung ương Đảng, Văn phòng Chủ tịch nước, Văn phòng Quốc hội, Văn phòng Chính phủ, các bạn, bộ, ngành Trung ương và UBND các tỉnh thành phố về việc tạm hoãn tổ chức Lễ khai mạc Năm Du lịch Quốc gia 2020 – Hoa Lư, Ninh Bình do dịch bệnh Covid - 19.
- Ngày 20/02/2020, tại Khách sạn Ninh Bình Legend (thành phố Ninh Bình), Ban Chấp hành Hiệp hội du lịch Ninh Bình tổ chức hội nghị triển khai chương trình “kích cầu” du lịch Ninh Bình do ảnh hưởng CoVid – 19.[8] Tuy nhiên ngay sau đó thì đợt 2 của dịch Covid 19 lại bùng phát tại Việt Nam.
- Giải bóng chuyền cúp Hoa Lư 2020: do tình hình dịch bệnh COVID-19 đang gây nên những khó khăn cho ban tổ chức giải, song với quyết tâm cao độ thì Cúp Hoa Lư 2020 sau 3 ngày từ 6-8/3/2020 đã tìm ra nhà vô địch. Giải có 6 đội bóng tham dự là Hà Nội, Hà Tĩnh, Khánh Hòa, Biên Phòng, Thể Công và Ninh Bình. Trong trận chung kết, chủ nhà Tràng An Ninh Bình đã xuất sắc đánh bại đối thủ tới từ Khánh Hòa với tỉ số 3-1, qua đó bảo vệ thành công chức vô địch của giải đấu.[9] Đây cũng là giải bóng chuyền đầu tiên và duy nhất ở Việt Nam được tổ chức trong thời gian nửa đầu năm 2020.
- Tuần du lịch: "Sắc vàng Tam Cốc - Tràng An", lễ hội khám phá mùa vàng Tam Cốc đã diễn ra từ 16/5-25/5/2020. Do ảnh hưởng của dịch Covid – 19, năm nay đã không tổ chức Lễ Khai mạc Tuần Du lịch Sắc vàng Tam Cốc – Tràng An năm 2020. Tuy nhiên các hoạt động tham quan, chụp ảnh trên cánh đồng vẫn diễn ra để phục vụ du khách.[10]
- Giải đua xe ô tô thể thao Năm Du lịch Quốc gia 2020: khởi tranh từ ngày 25 đến ngày 27/7, tại nhà Thi đấu thể dục thể thao tỉnh Ninh Bình. Giải đua thi đấu 3 thể thức gồm thể thức đua solo, thể thức đua đôi, thể thức đua đồng đội với 3 hạng xe. Hạng 1: Xe cầu trước FWD không giới hạn động cơ; Hạng 2: Xe cầu sau RWD, Xe AWD, 4WD, động cơ dưới 2001cc; Hạng 3: Xe cầu sau RWD, Xe AWD, 4WD, động cơ từ 2001cc trở lên.[11]
- Tối 27/10/2020, UBND tỉnh Ninh Bình phối hợp với Bộ Công thương tổ chức khai mạc hội chợ triển lãm sản phẩm ngành công thương đồng bằng sông Hồng- Ninh Bình năm 2020. Hội chợ triển lãm ngành công thương Đồng bằng sông Hồng- Ninh Bình năm 2020 có quy mô 230 gian hàng với sự tham gia của 103 đơn vị, doanh nghiệp đến từ 21 tỉnh, thành phố.[12]

## Tin tức, thông tin khác
- Các sự kiện đã bị hủy không tổ chức trong Quý 1 - 2020 do dịch Covid-19: Lễ Khai mạc “Năm Du lịch quốc gia Ninh Bình 2020”; Lễ hội chùa Dầu; Lễ hội đền Dâu; Lễ hội đền Thánh Nguyễn; Lễ hội Hoa Lư; Lễ hội đền Thái Vi; Lễ hội Tràng An.
- Theo kế hoạch năm 2020 của Tổng cục du lịch, những sự kiện được tập trung xúc tiến, quảng bá du lịch là Năm Chủ tịch ASEAN 2020, Giải đua công thức 1 tại Hà Nội, Năm du lịch quốc gia 2020- Ninh Bình với chủ đề “Hoa Lư- Cố đô ngàn năm”; tham gia các Hội chợ du lịch quốc tế năm 2020 tại FITUR (Tây Ban Nha), ITB (Đức), MITT (Nga), WTM (Anh), Travex (Brunei); tổ chức giới thiệu Du lịch Việt Nam tại Úc, Mỹ, một số nước châu Âu và các nước ASEAN.[13] Ngành Du lịch đặt ra mục tiêu đón 20,5 triệu lượt khách quốc tế, phục vụ 90 triệu lượt khách nội địa, hoạt động du lịch đóng góp vào 10% GDP năm 2020.[14]
- Tối 06/01/2020, tại Khách sạn Hoàng Sơn Peace (thành phố Ninh Bình), Hiệp hội Du lịch Ninh Bình tổ chức Ga la Dinner năm 2019 với chủ đề “Kết nối- đồng hành- phát triển” và hướng đến Năm Du lịch quốc gia 2020- Hoa Lư, Ninh Bình.[15]
- Chiều 03/01/2020, Ban Tổ chức địa phương Năm Du lịch Quốc gia 2020 đã tổ chức Hội nghị triển khai kế hoạch tổ chức lễ khai mạc Năm Du lịch Quốc gia 2020. Lễ khai mạc dự kiến được tổ chức vào 20h ngày 22/2/2020, tại Quảng trường Đinh Tiên Hoàng đế, được truyền hình trực tiếp trên sóng VTV1 Đài Truyền hình Việt Nam, Đài PT-TH Ninh Bình và một số đài địa phương. Thời lượng dự kiến khoảng 90 phút gồm phần nghi lễ và chương trình nghệ thuật. Sau khi kết thúc chương trình nghệ thuật là màn pháo hoa chào mừng. Dự kiến sẽ có khoảng trên 3.500 đại biểu khách mời.[16]
- Ngày 31/12/2019, Thủ tướng Chính phủ đã chính thức được xếp hạng Núi Non Nước là Di tích quốc gia đặc biệt. Di tích núi Non Nước được đánh giá là một trong những điểm đến hấp dẫn và có giá trị lịch sử lâu đời của tỉnh Ninh Bình. Núi Non Nước là một trong số ít những ngọn núi ở Việt Nam được mệnh danh là “Núi thơ” với gần 100 bài thơ của các bậc tao nhân mặc khách của Việt Nam có tuổi từ 100-1000 năm và được bảo tồn khá nguyên vẹn đến nay. Trên đỉnh núi hiện có tượng anh hùng Lương Văn Tụy; Dưới chân núi có chùa Non Nước được xây dựng từ thời nhà Lý Nhân Tông và đền thờ Trương Hán Siêu – người con của quê hương Ninh Bình.[17]

## Danh mục sự kiện (năm 2019)
Danh mục các sự kiện trong chương trình năm du lịch quốc gia 2020 đã được phê duyệt từ năm 2019. Theo kế hoạch, Năm Du lịch quốc gia 2020 có số lượng tỉnh, thành phố hưởng ứng nhiều nhất trong lịch sử tổ chức các Năm Du lịch quốc gia tại Việt Nam với 24 tỉnh thành tham gia. Trước đó, Du lịch quốc gia 2019 - Khánh Hòa có 14 tỉnh hưởng ứng, Du lịch quốc gia 2018 - Quảng Ninh có 15 tỉnh hưởng ứng, Du lịch quốc gia 2017 - Lào Cai có 20 tỉnh hưởng ứng, Du lịch quốc gia 2016 - Kiên Giang có 18 tỉnh hưởng ứng, Du lịch quốc gia 2015 - Thanh Hóa có 15 tỉnh hưởng ứng.
Bộ Văn hóa thể thao du lịch tổ chức
- Tổng cục du lịch: Liên hoan ẩm thực toàn quốc năm 2020 tại Ninh Bình (tháng 10/2020)
- Tổng cục Thể thao: Giải đua xe ô tô địa hình Việt Nam 2020 (tháng 9/2020); Giải vô địch bóng chuyền Việt Nam năm 2020, Giải vô địch vật cổ truyền quốc gia.
- Cục Nghệ thuật biểu diễn: Cuộc thi tài năng trẻ diễn viên Chèo toàn quốc; Thi độc tấu và hòa tấu nhạc cụ dân tộc toàn quốc tại Ninh Bình…
- Cục Di sản văn hóa: Tham mưu trình Thủ tướng xếp hạng và trao tặng danh hiệu Di tích quốc gia đặc biệt đối với di tích lịch sử và thắng cảnh Núi Non Nước và Kiểm kê, tư liệu hóa để xây dựng hồ sơ di sản văn hóa phi vật thể tiêu biểu của Ninh Bình: “Nghề làm đá Ninh Vân” và “Hát xẩm”.
- Trung tâm Triển lãm Văn hóa Nghệ thuật Việt Nam: Tổ chức Triển lãm “Di sản văn hóa và danh thắng Việt Nam”. Triển lãm Mỹ thuật khu vực II lần thứ 25
- Cục Hợp tác quốc tế: Giới thiệu Năm du lịch quốc gia 2020- Ninh Bình tại các hội chợ quốc tế, roadshow giới thiệu du lịch Việt Nam ở nước ngoài; Chủ trì mời, hướng dẫn các đoàn báo chí, truyền hình nước ngoài vào Việt Nam đưa tin, viết bài giới thiệu, quảng bá về Du lịch Ninh Bình và Năm Du lịch quốc gia 2020.

Các sự kiện do Ninh Bình tổ chức

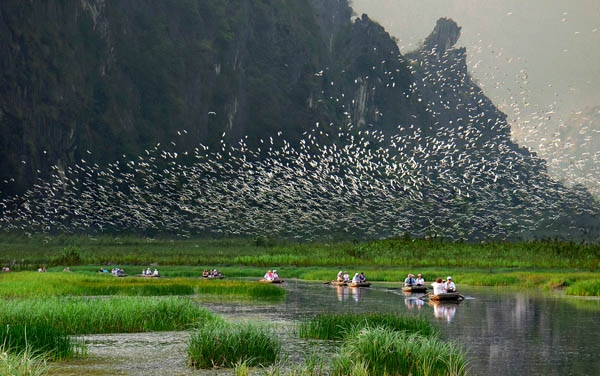
Du khách xem chim ở khu bảo tồn thiên nhiên Vân Long

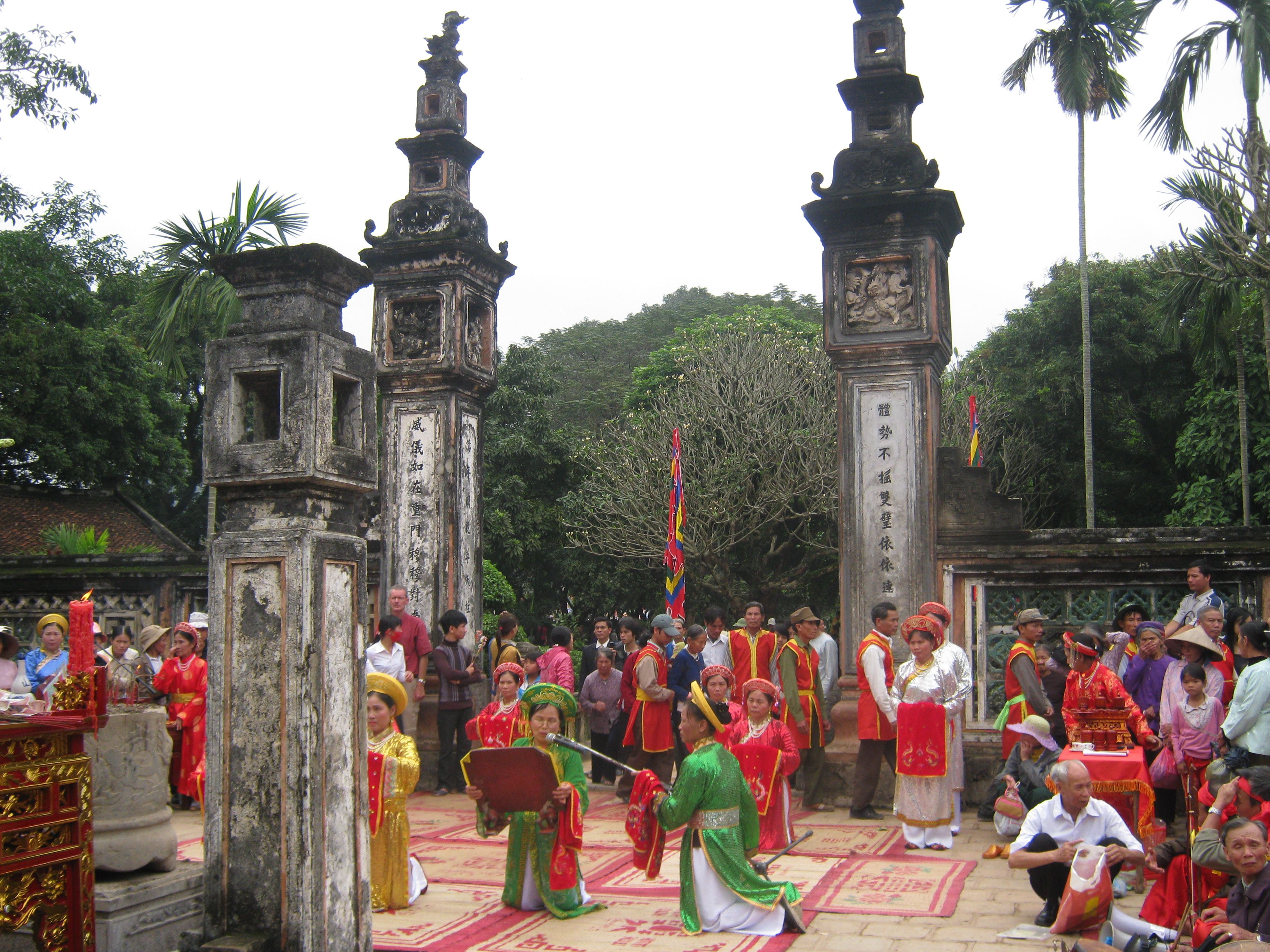
Lễ hội Hoa Lư tại đền Vua Đinh Tiên Hoàng

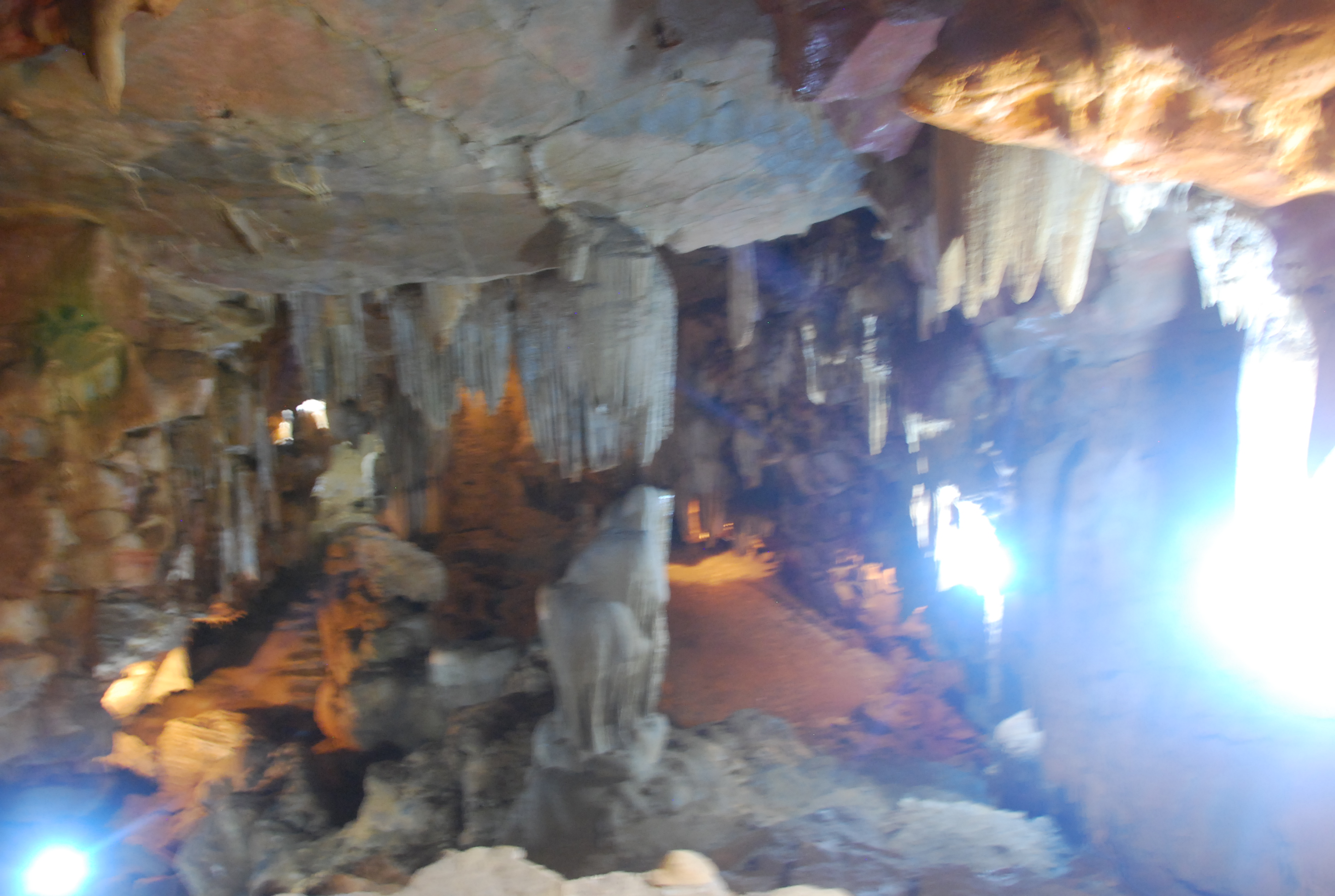
Động Vái Giời trong khu du lịch sinh thái Thung Nham

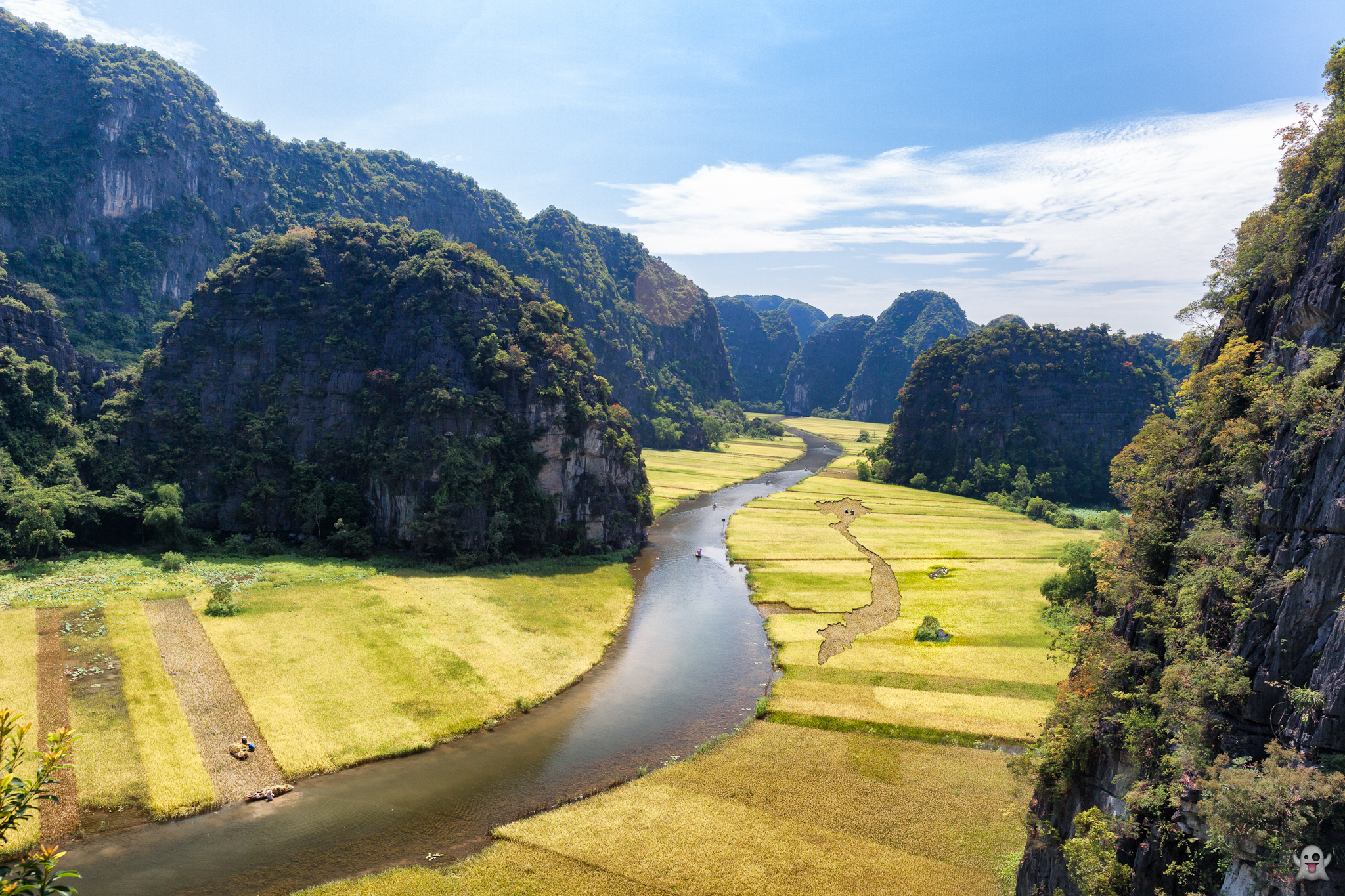
Tam Cốc nhìn từ đỉnh núi Hang Múa

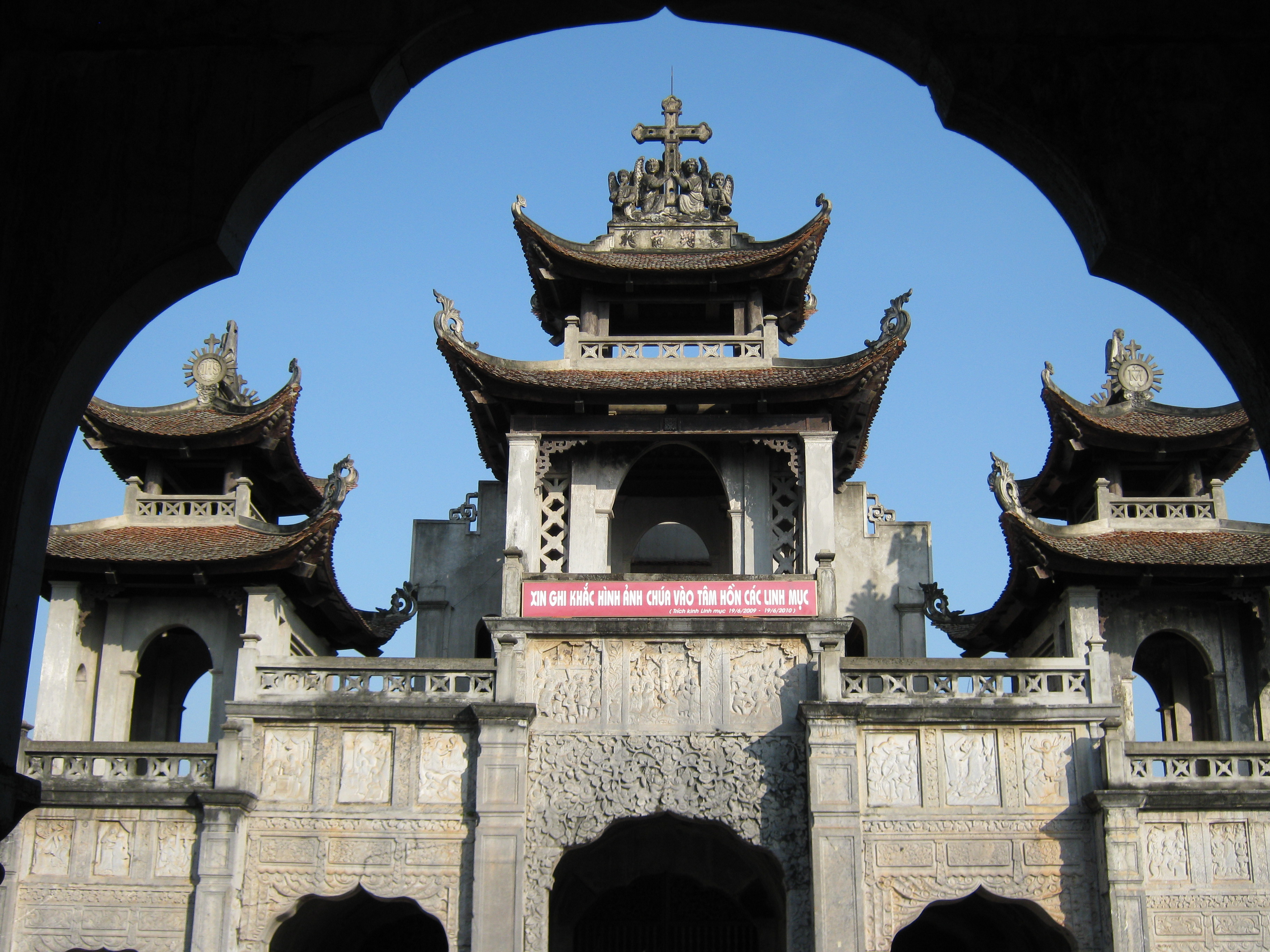
Độc đáo kiến trúc Nhà thờ chính tòa Phát Diệm

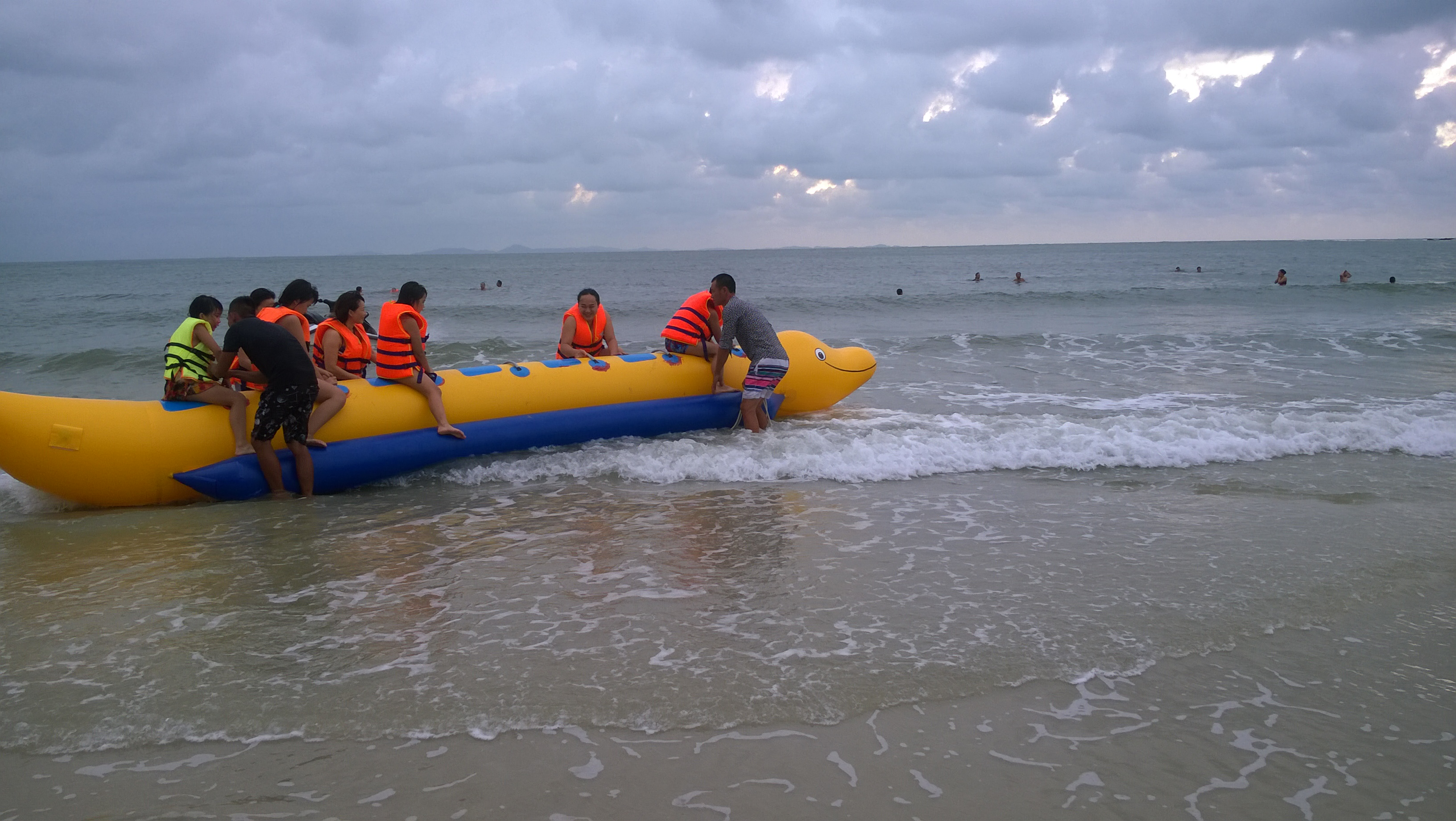
Hoang sơ biển cồn Nổi (Kim Sơn, Ninh Bình)

- Tổ chức họp báo giới thiệu năm du lịch quốc gia 2020 (Quý IV/2019)
- Lễ Khai mạc “Năm Du lịch quốc gia Ninh Bình 2020”: 22/2/2020, trực tiếp trên VTV1 - Đài Truyền hình Việt Nam, Đài Phát thanh và Truyền hình Ninh Bình và các Đài Phát thanh và Truyền hình các tỉnh, thành phố bạn
- Vòng chung kết cuộc thi "Hoa hậu Kinh đô Asean 2020 - Miss Capital Asean 2020"
- Lễ hội chùa Bái Đính 2020: Kỷ niệm 890 năm ngày mất thái sư Trương Bá Ngọc
- Hội thơ Nguyên tiêu núi Non Nước, cho chữ đầu năm tại đền Trương Hán Siêu
- Lễ hội Hoa Lư:1015 năm ngày mất Vua Lê Đại Hành, 1020 năm ngày mất Dương Vân Nga
- Lễ hội Tràng An năm 2020 - kết nối các di sản thế giới
- Lễ đàn Kính Thiên Tràng An năm 2020 – Khai trương tuyến du lịch thung Ui – hang Mòi
- Các lễ hội cấp huyện: Lễ hội đền Thánh Nguyễn (Gia Viễn), Lễ hội chùa Duyên Ninh gắn với kỷ niệm 1020 năm ngày sinh Vua Lý Thái Tông, Lễ hội đền Thái Vi (Hoa Lư), Lễ hội chùa Dầu (Yên Khánh), Lễ hội đền Dâu (Tam Điệp), Lễ hội đền Nguyễn Công Trứ (Kim Sơn), Lễ hội Báo bản Nộn Khê (Yên Mô).
- Khai trương du lịch tắm biển Kim Sơn: Cồn Nổi - khu dự trữ sinh quyển thế giới
- Tuần du lịch: "Sắc vàng Tam Cốc - Tràng An", lễ hội khám phá mùa vàng Tam Cốc.
- Tuần du lịch Sắc màu Cúc Phương; Giải leo núi quốc tế chinh phục đỉnh Mây Bạc – Cúc Phương.
- Cuộc thi người đẹp Hoa Lư và Người đẹp Kinh đô Việt Nam.
- Lễ hội đền Cô Đôi Thượng Ngàn tại Khu du lịch sinh thái hồ Yên Quang
- Liên hoan hát Văn, hát chèo không chuyên toàn quốc
- Lễ hội phố hoa, phố đêm, phố đi bộ Đào Duy Từ và Festival các làng hoa Ninh Phúc, Đông Sơn, Thạch Bình
- Hội thảo quốc tế về bảo tồn, khai thác các giá trị di sản văn hóa thiên nhiên thế giới gắn với phát triển du lịch bền vững,
- Hội thảo “Phát triển du lịch bền vững tỉnh Ninh Bình”
- Hội thảo Quốc tế về Nghệ thuật hát Xẩm
- Hội chợ thương mại du lịch Ninh Bình năm 2020
- Triển lãm ảnh toàn quốc tại thành phố Tam Điệp
- Giải Tràng An Marathon quốc tế lần thứ 2
- Hội nghị các doanh nghiệp Việt Nam
- Doanh nhân Việt Nam với văn hóa, di sản dân tộc
- Giải bóng chuyền cúp Hoa Lư 2020
- Các sự kiện chào mừng: Khánh thành và khai trương khu du lịch Công viên động vật hoang dã Quốc gia Ninh Bình; Khánh thành Tượng đài Hoàng đế Quang Trung và Quảng trường thành phố Tam Điệp; Khánh thành Đại lộ Đồng Giao và Khu du lịch Phòng tuyến Tam Điệp; Khánh thành Nhà thờ họ Trương Việt Nam và Tượng đài Ngọc Hoàng thượng đế.
- Liên hoan truyền hình toàn quốc lần thứ 40.
- Lễ Bế mạc “Năm Du lịch quốc gia 2020 – Ninh Bình” và trao cờ đăng cai “Năm du lịch quốc gia 2021” cho tỉnh Bà Rịa – Vũng Tàu diễn ra tháng 12.2020, gắn với Lễ hội Hoa Lau hoặc Festival Hang động ở Khu du lịch sinh thái Tràng An.

Sự kiện hưởng ứng tại 24 tỉnh
- Lào Cai: Lễ hội truyền thống mùa Xuân (Hội Lồng Tồng, Hội Gầu Tào, Hội xuân Đền Thượng...); Festival Văn hóa Du lịch Bắc Hà; Giải chạy vượt núi quốc tế Việt Nam; Giải đua xe đạp quốc tế “Một đường đua hai quốc gia” Hồng Hà, Trung Quốc - Lào Cai, Việt Nam.
- Lạng Sơn: Lễ hội hoa Đào Xứ Lạng lần thứ III; Tuần Văn hóa, Thể thao và Du lịch lần thứ IV.
- Hòa Bình: Liên hoan Làng Du lịch cộng đồng toàn quốc năm 2020, tại huyện Mai Châu; Lễ hội đền Thượng Bồng Lai 2020.
- Quảng Ninh:  Lễ hội xuân Yên Tử 2020; Tuần Du lịch Hạ Long - Quảng Ninh 2020; Lễ hội truyền thống Bạch Đằng năm 2020; Tuần Lễ Văn hóa, Thể thao và Du lịch huyện Cô Tô lần thứ V, năm 2020; Lễ hội Trà hoa vàng năm 2020.
- Bắc Ninh: Lễ hội chùa Phật Tích; Tuần Văn hóa, Du lịch Bắc Ninh - Hà Nội; Hội Lim, Lễ hội Đền Đô, Lễ hội chùa Bút Tháp.
- Bắc Giang:  Lễ khai hội Xuân Tây Yên Tử; Lễ hội chiến thắng Xương Giang; Lễ hội Yên Thế
- Hà Nội: Lễ hội văn hóa dân gian đương đại tại hồ Hoàn Kiếm; Lễ hội văn hóa ẩm thực Hà Nội và tỉnh, thành phố đại diện Bắc-Trung-Nam, quốc tế; Tổ chức một chặng đua Công thức 1 (Formula One/F1); Lễ hội bơi chải thuyền rồng Hà Nội mở rộng 2020.
- Hải Dương: Liên hoan Ẩm thực Đồng bằng sông Hồng; Lễ hội mùa Xuân và mùa Thu Côn Sơn - Kiếp Bạc.
- Hưng Yên: Lễ hội văn hóa dân gian vùng Phố Hiến 2020; Lễ hội Nhãn lồng Hưng Yên.
- Thái Bình:  Lễ kỷ niệm 130 năm ngày thành lập tỉnh Thái Bình; Ngày hội Văn hóa, Thể thao và Du lịch tỉnh Thái Bình; Lễ hội đền Trần, Lễ hội chùa Keo, Lễ hội đền Đồng Bằng; Lễ phát động bảo vệ môi trường biển.
- Nam Định: Tổ chức Tuần Văn hóa Du lịch đầu xuân 2020; Lễ hội Phủ Dầy; Khai trương Mùa du lịch biển Nam Định 2020; Lễ hội truyền thống Trần Hưng Đạo; Lễ hội đền Vua Đinh Ý Yên.
- Hà Nam: Lễ hội Tịch điền Đọi Sơn 2020; Lễ hội miếu Trung – chùa Đặng Xá – đình chùa Tam Chúc; Lễ hội đền Trần Thương.
- Hải Phòng: Lễ hội Hoa Phượng Đỏ - Hải Phòng 2020; Lễ hội kỷ niệm 61 năm ngày Bác Hồ về thăm làng cá Cát Bà, ngành truyền thống ngành Thủy sản Việt Nam và Khai mạc du lịch Cát Bà 2020.
- Quảng Bình: Lễ hội Biển Quảng Bình năm 2020.
- Cà Mau: Tuần lễ Văn hóa Du lịch Đất Mũi; Hội chợ Thương mại - Du lịch Cà Mau; Khánh thành các công trình kết nghĩa Cà Mau – Ninh Bình
- Bạc Liêu: Lễ kỷ niệm 60 năm kết nghĩa Bạc Liêu - Ninh Bình; Tuần lễ Văn hóa - Du lịch Bạc Liêu - Ninh Bình
- Thanh Hóa: Lễ hội Lê Hoàn; Lễ hội Bà Triệu; Lễ hội du lịch biển Thanh Hóa năm 2020; Lễ công bố tour du lịch Thanh Hóa - Ninh Bình.
- Nghệ An: Lễ hội làng Sen toàn quốc - kỷ niệm 130 năm ngày sinh Chủ tịch Hồ Chí Minh; Lễ hội Du lịch Cửa Lò; Chương trình du lịch hành trình qua các kinh đô Việt Nam.
- Thừa Thiên Huế: Festival Huế 2020.
- Đà Nẵng: Cuộc thi IRONMAN 70.3 Việt Nam; Lễ hội pháo hoa quốc tế (DIFF) 2020; Chương trình Đà Nẵng - Điểm hẹn mùa hè; Cuộc thi Marathon quốc tế Đà Nẵng năm 2020.
- Khánh Hòa:Lễ hội Am Chúa; Lễ hội Tháp bà Ponagar; Lễ hội Yến sào Khánh Hòa.
- Lâm Đồng: Siêu Marathon quốc tế năm 2020 và đua xe đạp địa hình toàn quốc mở rộng Dalat Victory Challenge năm 2020.
- Thành phố Hồ Chí Minh: Lễ hội áo dài thành phố Hồ Chí Minh; Ngày hội Du lịch thành phố Hồ Chí Minh; Hội chợ Du lịch quốc tế thành phố Hồ Chí Minh; Giải Marathon quốc tế thành phố Hồ Chí Minh.
- Cần Thơ: Lễ hội Bánh dân gian Nam bộ lần thứ IX năm 2020 và Liên hoan Đờn ca tài tử lần thứ III - Cần Thơ năm 2020, Giải bóng chuyền bãi biển nữ Châu Á năm 2020; Giải vô địch các Câu lạc bộ Cầu mây toàn quốc năm 2020; Ngày hội du lịch - Đêm hoa đăng Ninh Kiều, Cần Thơ 2020.

## Văn bản pháp lý
Ngày 28/10/2017, Chính phủ Việt Nam ra văn bản đồng ý lựa chọn Ninh Bình là địa phương chủ trì tổ chức đăng cai Năm Du lịch quốc gia 2020. Đồng thời, giao cho Bộ Văn hóa, Thể thao và Du lịch phối hợp với UBND tỉnh Ninh Bình chuẩn bị các điều kiện thật tốt để tổ chức thành công Năm Du lịch quốc gia 2020.
Ngày 12/11/2018, Ninh Bình đã ban hành văn bản số 727/UBND-VP5 về việc đề nghị đăng ký các sự kiện hưởng ứng chương trình Năm Du lịch Quốc gia 2020 gửi các tỉnh, thành phố có tiềm năng thế mạnh về phát triển du lịch để đăng ký các sự kiện hưởng ứng Năm Du lịch quốc gia 2020.
Ngày 5/3/2019, Tổng cục Du lịch Việt Nam đã có buổi làm việc với Sở Du lịch Ninh Bình về xây dựng chương trình cho Năm Du lịch quốc gia 2020. Tại thời điểm đó đã có 25 tỉnh, thành phố đăng ký 99 sự kiện hưởng ứng Năm Du lịch quốc gia 2020. Trên cơ sở này, Sở Du lịch Ninh Bình đã xây dựng Dự thảo chương trình tổ chức Năm Du lịch quốc gia 2020 – Ninh Bình. Dự kiến các hoạt động, sự kiện sẽ có 4 nhóm chính: hoạt động chuẩn bị cho sự kiện; hoạt động chính (Lễ khai mạc, Hội thảo, Hội nghị xúc tiến đầu tư); hoạt động hưởng ứng (từ các địa phương trọng điểm du lịch, các địa phương lân cận); hoạt động xúc tiến quảng bá du lịch.
Ngày 30/5/2019, Bộ Văn hóa, Thể thao và Du lịch có văn bản số 2044/BVHTTDL-TCDL V/v mời tham gia Ban chỉ đạo Năm du lịch quốc gia 2020 gửi các tỉnh, thành phố: Lào Cai, Lạng Sơn, Hòa Bình, Hà Nội, Hưng Yên, Hải Dương, Hải Phòng, Quảng Ninh, Bắc Ninh, Thái Bình, Hà Nam, Nam Định, Thanh Hóa, Nghệ An, Quảng Bình, Thừa Thiên Huế, Đà Nẵng, Lâm Đồng, Khánh Hòa, Thành phố Hồ Chí Minh, Cần Thơ đề nghị cử 1 lãnh đạo UBND tỉnh tham gia Ban chỉ đạo và 1 lãnh đạo Sở du lịch tham gia Ban tổ chức năm du lịch quốc gia Ninh Bình - 2020.
Ngày 16/7/2019, Bộ Văn hóa thể thao và du lịch ban hành quyết định 2490/QĐ - BVHTTDL Về việc thành lập Ban tổ chức Năm Du lịch quốc gia Ninh Bình 2020.  Và Quyết định 2489/QĐ - BVHTTDL Về việc thành lập Ban chỉ đạo Năm du lịch quốc gia Ninh Bình 2020.
Ngày 20/9/2019, Bộ Văn hóa thể thao du lịch ban hành Quyết định số 3238/QD-BVHTTDL ngày 20/9/2019 Về việc ban hành chương trình tổ chức năm du lịch quốc gia 2020 - Hoa Lư, Ninh Bình.
Ngày 02/10/2019, UBND tỉnh Ninh Bình ban hành Quyết định số 1161/QĐ-UBND về việc thành lập Ban tổ chức địa phương năm du lịch quốc gia 2020 - Hoa Lư, Ninh Bình.
Ngày 14/10/2019, UBND tỉnh Ninh Bình ban hành văn bản số 100/KH-UBND về kế hoạch tổ chức Năm Du lịch Quốc gia 2020 – Hoa Lư, Ninh Bình.
Ngày 16/6/2020, Văn phòng Chính phủ có văn bản số 4494/VPCP-KGVX đồng ý với kiến nghị của Bộ Văn hóa, Thể thao và Du lịch về việc giao UBND tỉnh Ninh Bình là địa phương tiếp tục phát động Năm Du lịch Quốc gia 2021.
Ngày 21/10/2020, Bộ VHTTDL ra Quyết định số 37/QĐ-BVHTTDL về việc Thành lập Ban Chỉ đạo và Tổ giúp việc Ban Chỉ đạo Năm Du lịch quốc gia 2021 - Hoa Lư, Ninh Bình. Thành phần Ban chỉ đạo và Tổ giúp việc Ban Chỉ đạo sẽ gồm đại diện TCDL, Bộ Tài Chính, Bộ Công an, Bộ Y tế, Ban Tuyên giáo Trung ương, Sở Du lịch Ninh Bình, Cục Hợp tác quốc tế, Cục Nghệ thuật biểu diễn, Cục Di sản văn hóa, Cục Mỹ thuật, Nhiếp ảnh và Triển lãm, Cục Điện ảnh, Vụ Kế hoạch, Tài chính, Ủy ban nhân dân: Tp. Hà Nội, Tp. Hồ Chí Minh, Lào Cai, Quảng Ninh, Hải Phòng, Thanh Hóa, Nghệ An, Quảng Bình, Thừa Thiên Huế, Đà Nẵng, Bình Định, Khánh Hòa, Lâm Đồng, Cần Thơ, Kiên Giang, Đài truyền hình Việt Nam, truyền hình Thông Tấn xã Việt Nam và Đài tiếng nói Việt Nam.